# 富山市立大沢野中学校
富山市立大沢野中学校（とやましりつ おおさわのちゅうがっこう）は、富山県富山市にある市立中学校。

## 概要
旧大沢野町立大沢野中学校と旧大沢野町立大久保中学校が統合して開校した。校歌は旧大沢野中学校、校章は旧大久保中学校のものを使用している。

## 沿革
旧・組合立大沢野中学校→大沢野町立大沢野中学校
個別に出典が提示されていない箇所の出典→
- 1947年4月1日 - 組合立中学校として設立。4月15日に開校式挙行。
- 1948年 - 独立新校舎の敷地として敷島紡績笹津工場の北側および日本カーボン富山工場の敷地（西大沢2525番地）が買収される。工事請負者は佐藤工業で、4月20日に起工式、8月10日に上棟式、工事竣工が10月27日であった。10月21日には独立校舎（木造瓦葺平屋建、近代的和洋折衷、坪数482坪、建築費442万円）が新築落成。生徒、教職員全員が同校舎に出揃う。
- 1949年7月8日 - 第二期普通教室5教室など竣工（179.75坪、工事費3,242,750円、グラウンド拡張工事3,242坪）。
- 1950年12月2日 - 第三期増築工事として講堂兼体育館、音楽室、会議室など完成（建坪332坪、工事費4,662,500円）
- 1952年12月 - 第四期増築工事として特別教室（礼法室、裁縫室、割烹室、理科室、図書室など）5教室増築（建坪281.65坪、工事費9,405,000円）。
- 1954年度 - 大沢野町立大沢野中学校となる。
- 1956年度 - 校旗樹立、特別教室2室増築。
- 1957年度 - 完全給食実施。
- 1958年度 - 技術室3室増築。
- 1960年度 - 普通教室2教室増築。
- 1963年度 - 大沢野町立教育センター併設。
- 1964年度 - 特殊学級設置。国旗掲揚塔完成。
- 1983年
  - 3月13日 - 旧大沢野中学校閉校記念式典挙行[2]。
  - 3月31日 - 旧大沢野中学校閉校[2]。跡地は公園化された[4]。

旧・組合立大久保中学校→大沢野町立大久保中学校
個別に出典が提示されていない箇所の出典→
- 1947年
  - 4月 - 大久保中学校発足[6]。大久保小学校を本校、新保小学校、熊野小学校を分教場とした。
  - 10月頃 - 大久保町下大久保3737番地に3,280坪の土地を買収、校舎は1948年3月、細入村楡原の高田アルミ工場の建物1棟（352坪）を購入し、同年11月1日に起工式を挙行。
- 1949年
  - 3月16日 - 上棟式。
  - 4月2日- 夕刻より吹き出した南風により、午後8時ごろ校舎倒壊。
  - 4月 - 全生徒を大久保小学校の本校に収容。1年生と2年生は2部授業で対応。
  - 8月15日 - 新校舎完成。
  - 11月1日 - 新校舎落成式挙行。
  - 12月1日 - 校歌を制定。
- 1950年
  - 5月13日 - 第二期工事起工式。
  - 8月13日 - 上棟式。
- 1951年
  - 2月20日 - 校旗樹立式。
  - 3月16日 - 第二期工事（2階建て延床面積520坪）竣工。
  - 8月 - 前庭完成。
- 1952年3月18日 - 国旗掲揚塔竣工。
- 1953年12月4日 - 講堂兼体育館落成。
- 1955年8月 - 温室、家庭科室竣工。
- 1960年9月 - 技術館竣工。
- 1962年11月 - 運動場拡張。
- 1964年 - 特殊学級設置。
- 1965年 - 給食室改築。
- 1983年3月 - 大久保中学校閉校記念式典[7]。

大沢野町立大沢野中学校→富山市立大沢野中学校
個別に出典が提示されていない箇所の出典→
- 1981年5月29日 - 現在地にて起工式。
- 1983年
  - 2月 - 敷地延べ48,603m2、建物延べ10,550m2、総事業費16億2,000万円の校舎が竣工。
  - 4月6日 - 開校記念式典を挙行。

## 校区
- 富山市立大沢野小学校
- 富山市立大久保小学校
- 富山市立船峅小学校